# Puerto Caimito
Puerto Caimito – miasto w Panamie, w prowincji Panama Zachodnia.